# Четин, Фетхие
Фетхие Четин (тур. Fethiye Çetin, 4 мая 1950, Маден, Восточная Турция) — турецкий адвокат, юрист, писательница и правозащитница.

## Биография
Выросла в мусульманской семье. Её бабушка по материнской линии (1905—2000), спасаясь от геноцида армян, никогда не говорила о своих армянских христианских корнях и о том, что её настоящее имя — Грануш Гадарян. Она открылась внучке лишь в 1974 году; Четин позже записала историю своей умершей бабушки и опубликовала книгу «Моя бабушка» (2004), которая переведена на несколько языков, включая армянский.
Окончила юридический факультет Анкарского университета. После государственного переворота в 1980 была арестована и провела три года в тюрьме. Впоследствии была адвокатом Гранта Динка.
В 2009 опубликовала книгу Внуки — автобиографические рассказы 24 турецких армян, которые были вынуждены скрывать своё происхождение. Эта книга также переведена на несколько языков, в том числе — на армянский.